# Ernst Fischer (Landrat)
Ernst Fischer (* 21. Oktober 1892 in Altkirch bei Guttstadt; † 22. September 1976 in Münster) war ein deutscher Verwaltungsjurist und  von 1927 bis 1933 Landrat im Kreis Heilsberg der preußischen Provinz Ostpreußen. Nach Kriegsende wirkte er 1946 bis 1959 als Oberkreisdirektor im niedersächsischen Landkreis Aschendorf-Hümmling. Dr. Ernst Fischer war zudem Sprecher der Kreisgemeinschaft Heilsberg und wurde 1968 mit dem Preußenschild geehrt.
Er war Mitglied der katholischen Studentenverbindungen KDStV Ripuaria Freiburg im Breisgau, AV Tuisconia (Königsberg) Bonn und KDStV Winfridia (Breslau) Münster, alle im CV.